# RPG-28
RPG-28（ロシア語: РПГ-28）は、ロシア連邦が開発した使い捨ての対戦車擲弾発射器である。

## 概要
口径は、ロシア連邦軍の主力戦車であるT-64/T-72/T-80/T-90の主砲と同じ125mmであり、これまでのRPG シリーズでは最大のものである。
RPG-28の弾頭はタンデム式であり、爆発反応装甲を排除した後でも900mmもの均質圧延鋼装甲板を貫通することが可能なほどの高威力を持つので、戦車はもちろんのこと鉄筋コンクリート製のトーチカなどに対しても高い攻撃力を発揮する。